# Brahmina sedakovi
Brahmina sedakovi är en skalbaggsart som beskrevs av Mannerheim 1849. Brahmina sedakovi ingår i släktet Brahmina och familjen Melolonthidae. Inga underarter finns listade.